# Pandoc
Pandoc est un logiciel libre de conversion de documents numériques en ligne de commande développé par John MacFarlane en Haskell et publié sous licence GPL. 
Il permet de convertir des documents depuis des formats comme Markdown, reStructuredText, HTML ou docx vers des formats HTML, OpenDocument (.odt), Microsoft Word, PDF, PowerPoint, etc.
Pandoc est considéré comme le « couteau-suisse de l'édition » tant il permet de passer facilement d'un format à un autre, et tant il intègre de formats (une quarantaine en entrée et autant en sortie). Il est utilisé dans beaucoup d'applications, allant de Zettlr à Stylo en passant par des éditeurs de texte ou des chaînes de publication.

## Exemple
La syntaxe de base d'une commande pandoc est :
```
pandoc
 
-o
 
output.html
 
input.txt

```

Il est aussi possible de créer un epub en ligne de commande à partir des fichiers markdown du répertoire courant en appliquant des styles particuliers :
```
kou07kou@kou07kou:~$
 
pandoc
 
-o
 
FichierSortie.epub
 
*.md
 
--css
=
Mise-en-forme.css
...

```